# Поп-метал
Поп-метал (іноді поєднується з глем-метал або використовується як синоніми) — це загальний термін для комерційних стилів хеві-метал і хард-рок, які містять помітні елементи поп-музики, такі як запам'ятовуються хуки та музичні приспіви. Він став популярним у 1980-х роках серед таких виконавців, як Bon Jovi, Europe, Def Leppard, Mötley Crüe та Ratt.
Термін також застосовується деякими гуртами та виконавцями, що сформувалися з 1990-х років, які змішують аспекти поп-музики та хеві-металу у своєму звучанні.

## Характеристики
Поп-метал — це різновид хеві-металу, в якому акцентується увагу на привабливих гуках і гітарних рифах під впливом попмузики. На нього вплинули гімнові хори арена-року. Незважаючи на те, що записи поп-металу часто були гучними, вони також відрізнялися «гладким», зручним для радіо виробництвом. Гурти метал-сцени Лос-Анджелеса також запозичили візуальні елементи з глем-року 1970-х років, що призвело до варіації глем-металу кінця 1980-х.
Альтернативний термін «метал-поп» був винайдений критиком Філіпом Баше в 1983 році для опису таких гуртів, як Van Halen і Def Leppard. У своєму документальному фільмі Metal: A Headbanger's Journey антрополог Сем Данн розрізняє поп-метал, до якого входять такі гурти, як Def Leppard, Europe та Whitesnake, від глем-метал -гуртів, до яких належать Mötley Crüe і Poison.

## Історія
Захоплюючий хард-рок Kiss і Van Halen у 1970-х допоміг породити жанр  разом із такими виконавцями, як Thin Lizzy і AC/DC. Дебютний альбом Van Halen 1978 року став переломним моментом у стилі, зробивши цей звук «яскравішим, креативнішим та енергійнішим, ніж будь-коли раніше». Перша хвиля поп-металу, яка не була такою поп-орієнтованою, як пізніші події, включала такі групи, як Mötley Crüe, Quiet Riot, Dokken, Ratt і Twisted Sister.
Більш мелодійні виконавці, такі як Def Leppard і Bon Jovi, досягли подальшого успіху в 1980-х роках з такими альбомами, як Pyromania (1983) і Slippery When Wet (1986), тоді як варіація hair metal стала домінуючою. Популярність жанру була на піку між 1982 і 1991 роками. Поява гранжу в 1991 році значною мірою відвернула аудиторію від поп-металу.
Незважаючи на падіння популярності, термін «поп-метал» також іноді застосовують до ряду рок- і хеві-метал-гуртів і виконавців, які зазвичай не асоціюються з глем-металом і сформувалися з 1990-х років, включаючи Amaranthe, Ендрю WK, Bring Me the Horizon, Coheed і Cambria, Dead by April, Evanescence, Halestorm, Ghost, In Flames, In This Moment, Issues, Lacuna Coil, Poppy, Shinedown, the Pretty Reckless  і Weezer.